# Dusaniv, Peremîșleanî
Dusaniv (în ucraineană Дусанів) este o comună în raionul Peremîșleanî, regiunea Liov, Ucraina, formată numai din satul de reședință.

## Demografie
Componența lingvistică a comunei Dusaniv
     Ucraineană (99,57%)
     Alte limbi (0,43%)
Conform recensământului din 2001, majoritatea populației comunei Dusaniv era vorbitoare de ucraineană (99,57%), existând în minoritate și vorbitori de alte limbi.